# Zhejiang Lions
I Zhejiang Lions sono una società cestistica avente sede a Hangzhou, in Cina. Fondata nel 2006, gioca nel campionato cinese.